# Nico Hofmann
Nico Hofmann (Heidelberg, 4 de desembre de 1959) és un director de cinema, productor de cinema i guionista alemany. De 2015 a 2023, Hofmann va ser director general de UFA GmbH, llavors president de la companyia fins al febrer de 2024.

## Biografia
Fill d'una parella de periodistes, va completar un període de pràctiques de dos anys al diari Mannheimer Morgen. entre 1980 i 1985 va estudiar a la Universitat de Televisió i Cinema de Munic (HFF) i va treballar com a ajudant de direcció de Dieter Dorn. Hofmann va treballar llavors com a autor, director i productor.
Les primeres obres d'Hofmann es van crear a la dècada de 1980. La seva tesi final a l'escola de cinema, Der Krieg meines Vaters (1984), tractava sobre el passat recent d'Alemanya i va rebre diversos premis. El 1988 va dirigir Land der Väter, Land der Söhne. La pel·lícula, inspirada en la novel·la Großes Bundesverdienstkreuz de Bernt Engelmann, descriu la història de Fritz Ries. Va participar al Festival Internacional de Cinema de Sant Sebastià 1988 i va ser guardonat amb el Bayerischer Filmpreis. A l'inici de la seva carrera també va participar al festival de cinema jove Werkstatt der Junge Filmszene.
Des de 1990 ha ensenyat a universitats de cinema alemanyes com l'HFF Munich, l'dffb Berlín o la Acadèmia de Cinema de Baden-Württemberg.
Entre 1990 i 1993, Hofmann va rodar per la sèrie Tatort, va desenvolupar la sèrie criminal Balko per a RTL i va treballar a Schulz & Schulz juntament amb Götz George. Nico Hofmann va rebre el Premi Futura el 1995 per Der letzte Kosmonaut.
El 1995 va dirigir Der Sandmann, per la que va ser guardonat amb el Premi Adolf Grimme d’or i el Bayerischer Filmpreis. La pel·lícula també va rebre diversos premis als Premis de Televisió RTL: per als actors principals (or per a George i plata per Karoline Eichhorn), així com per a la millor pel·lícula. i el director.
Hofmann és membre de l'Acadèmia Alemanya de les Arts Escèniques des de 1996 i de l'Acadèmia de Cinema Europeu de Berlín des de 1997. Des de gener de 1996 fins al maig de 1998, Hofmann va estar sota contracte exclusivament com a director i consultor de projectes per a Constantin Film de Bernd Eichinger. Després va dirigir la productora Hofmann/Zander/Reitz-Produktionsgesellschaft für Film und Fernsehen, una filial de l'UFA. Aquesta productora operava sota teamWorx.
Amb les seves "Event-Produktionen", que sovint es dissenyen en dues parts, com ara Der Tunnel, Die Luftbrücke – Nur der Himmel war frei, Die Sturmflut, Dresden i Die Flucht va canviar permanentment el panorama televisiu alemany i va fer de teamWorx una productora de gran èxit en el camp de l'anomenada "televisió d'esdeveniments". Aquestes produccions s'ofereixen de manera rotativa a totes les principals estacions de televisió alemanyes i sovint es mostren en relació amb una "vetllada temàtica".

## Filmografia

### Com a director
- 1983: Abschiedsbilder (també el guió)
- 1984: Der Krieg meines Vaters (també el guió)
- 1986: Der Polenweiher
- 1988: Chimären – Fiktion und Wirklichkeit
- 1988: Land der Väter, Land der Söhne (també el guió)
- 1989: Quarantäne
- 1991: Tatort – Tod im Häcksler (també el guió)
- 1991: Der Tod kam als Freund
- 1992: Schulz & Schulz IV: Neue Welten – alte Lasten
- 1993: Fünf vor zwölf
- 1993: Der letzte Kosmonaut
- 1994–1995: Balko (3 episodis)
- 1995: Der Sandmann
- 1995: Der große Abgang
- 1996: Tödliche Wende
- 1997: Es geschah am hellichten Tag
- 1998: Solo für Klarinette

### Com a productor
- 1993: Durst
- 1993: Ende der Saison
- 2000: Eine Hand voll Glück
- 2000: Der Schuss
- 2000: Bobby
- 2001: Liebe. Macht. Blind.
- 2001: Nichts bereuen
- 2001: Julietta – Es ist nicht wie du denkst
- 2001: Toter Mann
- 2001: Tigermännchen sucht Tigerweibchen
- 2001: Der Tanz mit dem Teufel – Die Entführung des Richard Oetker
- 2001: Der Tunnel
- 2002: Berlin – Sinfonie einer Großstadt
- 2003: Eine Liebe in Afrika
- 2003: Familienkreise
- 2005: Einmal so wie ich will
- 2005: Der Vater meiner Schwester
- 2005: Dresden
- 2005: Die Luftbrücke – Nur der Himmel war frei
- 2006: Die Sturmflut
- 2006: Nicht alle waren Mörder
- 2007: Die Flucht
- 2007: Das Glück am anderen Ende der Welt
- 2008: Das Geheimnis der Wale
- 2008: Das Wunder von Berlin
- 2008: Mogadischu
- 2008: Mein Herz in Chile
- 2008: Die Patin – Kein Weg zurück
- 2009: Willkommen zuhause
- 2009: Kommissar LaBréa – Tod an der Bastille (episodi 1)
- 2009: Schicksalstage in Bangkok
- 2009: Dutschke
- 2009: Tatort – Schweinegeld
- 2010: Die Grenze
- 2010: Bis nichts mehr bleibt
- 2010: Kommissar LaBréa – Mord in der Rue St. Lazare (Krimireihe, Folge 2)
- 2011: Schicksalsjahre
- 2011: Hindenburg
- 2011: Dschungelkind
- 2011: Sie hat es verdient
- 2012: Jesus liebt mich
- 2012: Nicht mit mir, Liebling
- 2012: Rommel
- 2012: Frühling für Anfänger
- 2013: Frühlingskinder
- 2013: Verratene Freunde
- 2013: Der Minister
- 2013: Unsere Mütter, unsere Väter (2014)
- 2013: George
- 2013: Der Medicus
- 2014: Bornholmer Straße
- 2014: Götz von Berlichingen
- 2015: Grzimek
- 2015: Nackt unter Wölfen
- 2015: Deutschland83 (2016)
- 2015: Ich bin dann mal weg
- 2016: Ku’damm 56
- 2017: Tod einer Kadettin
- seit 2017: Charité (sèrie de televisió)
- 2018: Ku’damm 59
- 2018: Wir sind doch Schwestern
- 2018: Der Junge muss an die frische Luft
- 2019: Lotte am Bauhaus
- 2019: Ich war noch niemals in New York
- 2020: Expedition Arktis – Ein Jahr. Ein Schiff. Im Eis.
- 2021: Der große Fake – Die Wirecard Story
- 2021: Angela Merkel – Frau Bundeskanzlerin
- 2021: Boris Herrmann – Die ganze Welt des Segelns
- 2021: Ku’damm 63
- 2022: Stasikomödie
- 2023: All or Nothing: Die Nationalmannschaft in Katar
- 2023: Ich bin! Margot Friedländer
- 2023: Gute Freunde – Der Aufstieg des FC Bayern